# Ljuddikt

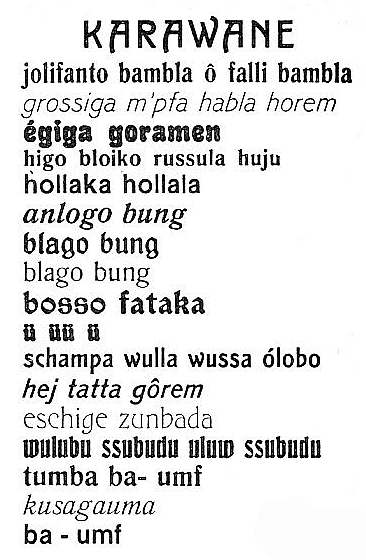
Hugo Balls Karawane (1917) med den typografi dikten hade första gången den publicerades (1920).

Ljuddikt, även akustisk eller fonetisk poesi, är en genre inom modern lyrik. Den avstår helt eller till stor del från språklig mening. I likhet med abstrakt konst gör ljuddikten bruk av språket rent formellt som ljudmaterial, utan språkets avbildande eller betydelsebärande funktion. Lyriken närmar sig på så sätt musiken, genom att semantiken träder tillbaka till förmån för klangen.